# Ай (фараон)
Ай (альтернативний варіант написання — Ейє) Хеперхепрура Ітнечер — давньоєгипетський фараон XVIII династії, володарював у 1337—1333 рр. до н. е. (відповідно до іншої хронології, у 1325—1321 до н. е. чи 1327—1323 до н. е.), займав високі посади за правління фараонів Аменхотепа ІІІ, Ехнатона, Сменхкара та Тутанхамона. Ейє був жерцем Атона і добрим другом Ехнатона. За однією з версій, був батьком дружини Ехнатона, однієї з найвідоміших жінок в історії — цариці Нефертіті.

## Царювання

### Прихід до влади
Історичні документи та пам'ятки, які могли б бути явно приписані Ейє, рідкісні, і не тільки через нетривалий час його правління, але також і тому, що його наступник, Хоремхеб, проводив заходи щодо повсюдного знищення імен як Ейе, так і інших фараонів, пов'язаних із непопулярним амарнським періодом, який заслужив прокляття в очах єгиптян.
Походження і початок кар'єри Ейе точно не з'ясовані. Він, як здається, був уродженцем міста Апу (відоме також як Хент-Мін; грец. Панополь або Хемміс; нині Ахмім), головного міста 9-го нома Верхнього Єгипту. Саме в цьому місті під час свого короткого царювання Ейе побудував храм, присвячений місцевому богові Міну. Ейе був одружений з Тією — годувальницею фараона Ехнатона. Тія, звана в написах «висока годувальниця», «мати, яка вигодувала божественного», «та, що оділа царя», мабуть, користувалася особливою прихильністю Ехнатона. Багатство її будинку росло надзвичайно, до такої міри, як каже єгипетський документ, що жителі міста про це часто перешіптувалися.
Є припущення, що Ейе міг бути сином Юя (Йуйя) Yuya, також походить з Ахміма, жерця при храмі Міна і завідувача скотарні цього храму. Цей Юя і його дружина Туя були, як відомо, батьком і матір'ю Тійї, головної дружини Аменхотепа III. Таким чином, Ейе міг бути братом Тійї, швагром Аменхотепа III й дядьком за материнською лінією Ехнатона. Про правдивість цієї теорії свідчить подібність зображень, приписуваних Ейе, зі збереженою мумією Юя, а також схожість їхніх імен.
Можливо також, що Ейе і його дружина Тії були батьками головної дружини Ехнатона Нефертіті. Однак згадка про таку спорідненість із провінціалами аж ніяк не лестила б цариці. Тії в офіційних написах іменувалася всього лише «годувальницею Нефертіті, великої дружини царя», натомість Мутнеджмет, молодша сестра Нефертіті, відкрито іменувала Тії матір'ю.
Ці дві теорії не суперечать одна одній і в жодному разі не пояснюють, яким чином Ейе пробився у верхівку влади. Уже за царювання Ехнатона Ейе мав високі титули «носія опахала по праву руку царя, головного з друзів царя», «начальника всіх коней владики обох земель», «особистого писаря царя». Ейе був ревним прихильником Ехнатона і пропагованим останнім культу Атона, про що свідчить «Гімн Атону», написаний на стіні його гробниці в Амарні. Десь наприкінці панування Ехнатона стає верховним жрецем Атона.
В останні роки царювання Ехнатона ім'я Ейе не згадується, так само як і під час правління Сменхкара. Але при Тутанхамоні він знову здобуває посаду верховного сановника — чаті (візира), який при малолітньому фараоні зосередив у своїх руках усю реальну владу.

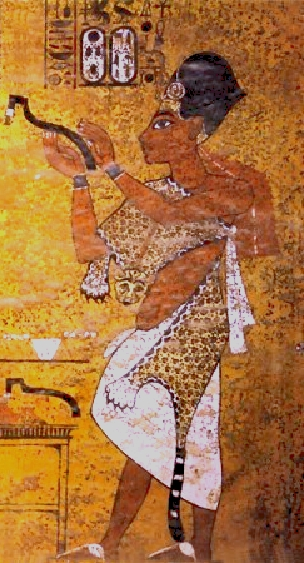
Ай

Після смерті Тутанхамона, його вдова Анхесенамон, намагаючись зберегти свої права на престол, просила хетського царя Суппілуліума I прислати їй у чоловіки одного зі своїх синів. Хетський цар поступився проханням Анхесенамон і послав їй у чоловіки свого сина Цаннанцу. Але царевича в дорозі вбили, можливо, за наказом полководця Хоремхеба. Можна припустити, що Ейе, який тоді був візиром Південного Єгипту, знав про листування Анхесенамон з Суппілуліумою. Щобільше, воно велося, ймовірно, з його ініціативи, оскільки, видавши молоденьку вдову за чужинця, який не знає ні місцевих звичаїв, ні порядків, він міг би ще надовго зберегти фактичну владу. Спроба зближення з хетами, очевидно, розпочата з ініціативи Ейе, провалилася. Суппілуліума I, розгніваний загибеллю сина, увійшов у межі єгипетських володінь. У Сирії, в районі Амка (південніше Кадеша), зустрілися єгипетські та хетські війська, але вирішальний бій не відбувся, оскільки в хеттському війську від єгипетських полонених спалахнула чума. Хетти змушені були відступити.
Не виключено, що саме Хоремхебу довелося керувати відбиттям хеттів. Це певною мірою відвернуло його увагу від безпосередньої участі в боротьбі за спадщину Тутанхамона. У результаті до влади прийшов старий Ейе, який закріпив свої права на престол, цілком ймовірно, одруженням на Анхесенамон. Щоправда, деякі історики заперечують цей шлюб попри те, що збереглося кільце, де їхні картуші стоять поруч. Усі ці події відбулися, очевидно, дуже швидко, тому що на фресках у похоронному спокої Тутанхамона Ейе вже зображений з усіма регаліями фараона, а між кончиною Тутанхамона і часом їхнього написання пройшло всього кілька місяців.

### Спроба відродити минулу велич країни
Місцем перебування царя, за наявними мізерним даними, залишався Мемфіс. Ейе вдавав, що відновлює бойові традиції царів-воїнів. При ньому постійна фараонська титулатура знову зазвучала войовничо, чого не було в попередні царювання. Однак, окрім найменування «могутній силою, що пригнічує північний схід» і зображення у вигляді грізного стрільця з лука на колісниці, звісток про військові подвиги пристарілого фараона нібито немає. Ейе довершив розпочате при Тутанхамоні прикрашання храму в Сульбе в Нубії, де були встановлені дві чудові статуї лева з рожевого граніту. Водночас Ейе недостойно вчинив, присвоївши собі дві незакінчені статуї покійного царя.
Збереглося безліч записів, датованих третім роком правління Ейе (зокрема на плиті фіванського номарха Ра-мосе). Пізніший відомий нам рік правління Ейе — 4-й.
Окрім того, що була зруйнована нова гробниця Ейе (WV23), споруджена за традицією Нового царства на заході Долини царів, саркофаг Ейе був розбитий на безліч осколків. Однак кришка саркофага залишилася недоторканою і була відкрита лише 1972 року.